# Quintette pour piano et cordes no 2 de Berwald
Pour les articles homonymes, voir Quintette pour piano et cordes.
Le Quintette pour piano et cordes no 2 en la majeur est un quintette pour deux violons, alto, violoncelle et piano de Franz Berwald. Composé en 1857, il est dédié à Franz Liszt.

## Analyse de l'œuvre
1. Allegro con giusto
2. Allegro vivace
3. Poco adagio
4. Allegro molto

La durée d'exécution est d'environ trente minutes.